# Aeschynomene denticulata
Aeschynomene denticulata är en ärtväxtart som beskrevs av Velva Elaine Rudd. Aeschynomene denticulata ingår i släktet Aeschynomene och familjen ärtväxter. Inga underarter finns listade i Catalogue of Life.